# Estádio Vila Olímpica do Sesc
Estádio Vila Olímpica do Sesc – stadion piłkarski, w Belo Jardim, Pernambuco, Brazylia, na którym swoje mecze rozgrywa klub Belo Jardim Futebol Clube.
Pierwszy gol: Anderson Aquino (Sport)